# Janez Mežan (politik)
Janez Mežan, slovenski politik, * 22. november 1952.
Kot poslanec SDS je bil član 2. državnega zbora Republike Slovenije in generalni sekretar SDS.